# Hoste Zaporojiana das Terras Baixas

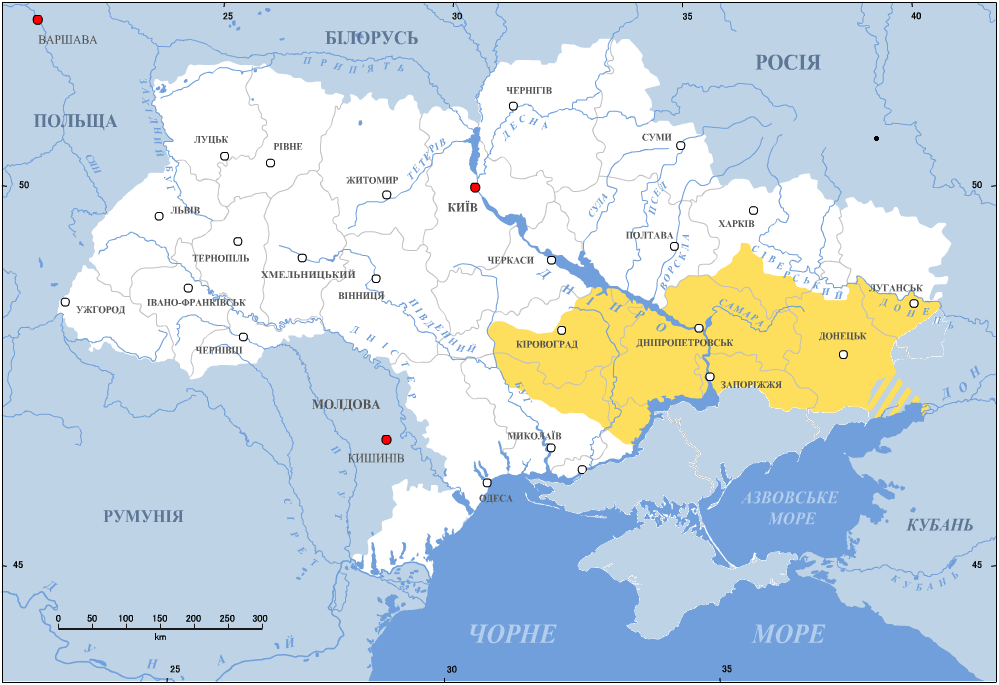
O território controlado pela Hoste Zaporojiana das Terras Baixas na segunda metade do século XVI, segundo historiadores ucranianos modernos.

Hoste Zaporojiana das Terras Baixas ou Hoste Zaporojiana das Planícies (em ucraniano:  Військо Запорозьке Низове, em russo:  Войско Запорожское Низовое) era uma hoste cossaca não registrado da Zaporójia na segunda metade do século XVI até o final do século XVIII, estacionada além do rio Dnipro. A hoste era liderada por um koshevoi ataman, e seu centro administrativo era o Siche Zaporojiano. O primeiro ataman foi Ostap Dashkeviche. O último foi Pedro Kalnishevski.
Como resultado das políticas divergentes da liderança do Hetmanato e dos atamans do Siche Zaporojiano no final do século XVII (durante a Ruína), a unidade do Hoste Zaporojiana como organismo militar e político foi quebrada.
As tropas cossacas da Zaporójia eram chamadas de Cossacos das Terras Baixas ou Siche e não faziam parte da composição oficial da hoste registrada zaporojiana.